# Weitnau
Weitnau é um município da Alemanha, situado no distrito de Oberallgäu, no estado da Baviera. Tem 65,22 km² de área, e sua população em 2019 foi estimada em 5.328 habitantes.